# Élections régionales de 1995 au Piémont
Les élections régionales de 1995 au Piémont (en italien : Elezioni regionali in Piemonte del 1995) se tiennent le 23 avril 1995 afin d'élire le président de la junte régionale et les 59 autres membres de la VIe législature du conseil régional du Piémont.

## Mode de scrutin
Le conseil est constitué de 60 conseillers, élus pour cinq ans au scrutin proportionnel plurinominal et au scrutin plurinominal majoritaire. 48 sont élus dans huit circonscriptions correspondant aux provinces du Piémont et 12 au niveau régional.
Le jour du scrutin, l'électeur vote deux fois. Il accorde un suffrage à un candidat à la présidence de la junte régionale (qui est également tête de liste régionale) et un suffrage à une liste provinciale. Le panachage est autorisé : l'électeur est libre de voter pour un parti ne soutenant pas le candidat qu'il a choisi.
À l'issue du vote, la liste régionale dont le chef de file est élu président de la junte régionale reçoit les 11 sièges à pourvoir, ainsi qu'un siège pour le président élu. Les 48 mandats provinciaux sont répartis à la proportionnelle d'Hagenbach-Bischoff. Les mandats qui n'ont pas été attribués à l'issue du premier décompte et les voix qui n'ont pas été utilisées sont distribués à la proportionnelle de Hare.

### Répartition des sièges
| Provinces                          | Sièges | +/-           |  |
| Alexandrie                         | 7      | 2             |  |
| Asti                               | 1      | en stagnation |  |
| Biella                             | 2      | 2             |  |
| Coni                               | 6      | 2             |  |
| Novare                             | 4      | 4             |  |
| Turin                              | 26     | 9             |  |
| Verbano-Cusio-Ossola               | 1      | 1             |  |
| Verceil                            | 1      | 2             |  |
| Président élu et prime majoritaire | 12     | 12            |  |
| Total                              | 60     | en stagnation |  |

## Résultats
|                                |                                |            |            |                      |                                 |                                          |           |         |               |               |               |       |  |
| Présidence                     | Présidence                     | Présidence | Présidence | Présidence           | Conseil                         | Conseil                                  | Conseil   | Conseil | Conseil       | Conseil       | Conseil       | Total |  |
| Candidats                      | Candidats                      | Votes      | %          | Élus                 | Partis                          | Partis                                   | Votes     | %       | +/-           | Sièges        | +/-           | Total |  |
|                                | Enzo Ghigo (FI)                | 1 059 602  | 39,70      | 12                   |                                 | Forza Italia (FI)                        | 588 171   | 26,71   | Nv.           | 14            | 14            |       |  |
|                                | Enzo Ghigo (FI)                | 1 059 602  | 39,70      | 12                   | Alliance nationale (AN)         | 247 103                                  | 11,22     | 7,62    | 6             | 4             |               |       |  |
|                                | Enzo Ghigo (FI)                | 1 059 602  | 39,70      | 12                   | Centre chrétien-démocrate (CCD) | 65 099                                   | 2,96      | Nv.     | 1             | 1             |               |       |  |
| Total Pôle pour les libertés   | Total Pôle pour les libertés   | 1 059 602  | 39,70      | 12                   | 900 373                         | 40,88                                    | Nv.       | 21      | 21            | 33            |               |       |  |
|                                | Giuseppe Pichetto (Ind.)       | 938 280    | 35,16      | —                    |                                 | Parti démocrate de la gauche (PDS)       | 478 615   | 21,73   | 1,04          | 11            | 3             |       |  |
|                                | Giuseppe Pichetto (Ind.)       | 938 280    | 35,16      | —                    | Parti populaire italien (PPI)   | 136 664                                  | 6,21      | 21,73   | 3             | 15            |               |       |  |
|                                | Giuseppe Pichetto (Ind.)       | 938 280    | 35,16      | —                    | Pacte des démocrates (PdD)      | 76 592                                   | 3,48      | Nv.     | 2             | 2             |               |       |  |
|                                | Giuseppe Pichetto (Ind.)       | 938 280    | 35,16      | —                    | Fédération des Verts (FdV)      | 59 238                                   | 2,69      | 3,97    | 1             | 3             |               |       |  |
|                                | Giuseppe Pichetto (Ind.)       | 938 280    | 35,16      | —                    | Parti des retraités (PP)        | 35 162                                   | 1,60      | 0,24    | 1             | en stagnation |               |       |  |
|                                | Giuseppe Pichetto (Ind.)       | 938 280    | 35,16      | —                    | Populaires et démocrates        | 8 507                                    | 0,39      | Nv.     | —             | en stagnation |               |       |  |
| Total L'Olivier                | Total L'Olivier                | 938 280    | 35,16      | —                    | 794 778                         | 36,09                                    | Nv.       | 18      | 18            | 18            |               |       |  |
|                                | Domenico Comino                | 296 966    | 11,13      | —                    |                                 | Ligue du Nord (LN)                       | 217 194   | 9,86    | 4,77          | 5             | 2             | 5     |  |
|                                | Giovanni Alasia                | 248 158    | 9,30       | —                    |                                 | Parti de la refondation communiste (PRC) | 203 842   | 9,26    | Nv.           | 4             | 4             | 4     |  |
|                                | Carmelo Palma                  | 54 436     | 2,04       | —                    |                                 | Liste Pannella (LP)                      | 35 899    | 1,63    | 0,47          | —             | 1             |       |  |
|                                | Carmelo Palma                  | 54 436     | 2,04       | —                    | Front autonomiste               | 2 703                                    | 0,12      | Nv.     | —             | en stagnation |               |       |  |
| Total Palma pour la présidence | Total Palma pour la présidence | 54 436     | 2,04       | —                    | 38 602                          | 1,75                                     | Nv.       | 0       | en stagnation | 0             |               |       |  |
|                                | Alessandro Lupi                | 45 428     | 1,70       | —                    |                                 | Verts verts (VV)                         | 31 145    | 1,41    | Nv.           | 0             | en stagnation | 0     |  |
|                                | Renzo Rabellino                | 26 006     | 0,97       | —                    |                                 | Piémont, nation d’Europe                 | 16 356    | 0,74    | Nv.           | 0             | en stagnation | 0     |  |
|                                |                                |            |            |                      |                                 |                                          |           |         |               |               |               |       |  |
| Votes valides                  | Votes valides                  | 2 668 876  | 87,33      |                      | Votes valides                   | Votes valides                            | 2 202 290 | 72,06   |               |               |               |       |  |
| Votes blancs et nuls           | Votes blancs et nuls           | 387 311    | 12,67      | Votes blancs et nuls | Votes blancs et nuls            | 853 897                                  | 27,94     |         |               |               |               |       |  |
| Total candidats                | Total candidats                | 3 056 187  | 100        | 12                   | Total partis                    | Total partis                             | 3 056 187 | 100     | -             | 48            | 12            | 60    |  |
| Abstentions                    | Abstentions                    | 626 745    | 17,02      |                      |                                 |                                          |           |         |               |               |               |       |  |
| Inscrits/Participation         | Inscrits/Participation         | 3 682 932  | 82,98      |                      |                                 |                                          |           |         |               |               |               |       |  |